# Найт, Бьянка
Бьянка Найт — американская легкоатлетка, которая специализируется в беге на короткие дистанции. Олимпийская чемпионка 2012 года в составе эстафеты 4×100 метров. Чемпионка США среди юниоров 2007 года в беге на 100 метров.
В настоящее время проживает в Остине.

## Достижения

### 100 метров
- 2008:  Bislett Games – 11,25
- 2010:  Shanghai Golden Grand Prix – 11,51

### 200 метров
- 2005:  Чемпионат мира среди юношей – 23,33
- 2007:  Панамериканские игры среди юниоров – 23,17
- 2008:  Bislett Games – 22,56
- 2010: 8-e Qatar Athletic Super Grand Prix – 23,50
- 2010:  Adidas Grand Prix – 22,59
- 2010: 6-e Meeting Areva – 22,83
- 2010: DSQ Londen Grand Prix
- 2010:  Dagens Nyheter Galan – 22,59
- 2010:  British Grand Prix – 22,71
- 2010:  Memorial Van Damme – 23,01
- 2011:  Golden Gala – 22,64
- 2011:  Adidas Grand Prix – 22,96
- 2011:  British Grand Prix – 22,59
- 2011: 4-e Herculis – 22,71
- 2011: 6-e Weltklasse Zürich – 23,05
- 2012:  Adidas Grand Prix – 22,46
- 2012:  Meeting Areva – 22,64
- 2012:  Aviva London Grand Prix – 23,00
- 2012:  DN Galan – 22,86